# Joppa melanocephala
Joppa melanocephala là một loài tò vò trong họ Ichneumonidae.